# سیدآباد (فخررود)
سیدآباد روستایی در دهستان فخررود بخش قهستان شهرستان درمیان استان خراسان جنوبی ایران است. بر پایه سرشماری عمومی نفوس و مسکن در سال ۱۳۹۰ جمعیت این روستا ۲۱۰ نفر (در ۶۱ خانوار) بوده است.